# Paolo Lucio Anafesto
Paolo Lucio Anafesto (más néven: Paoluccio Anafesto), (?, 7. század – Velence, 717) a Velencei Köztársaság első dózséja. Elég kevés történelmi tény maradt fenn trónra lépésének körülményeiről.

## Élete
A korabeli Itália igen népszerű célponttá vált a népvándorlásban részt vevő népek körében. Különböző pogány csoportok özönlötték el a félszigetet, és mindegyikük elsőként az Appennini-félsziget északi részét dúlta fel, fosztogatta. Az ott élők közül a pusztítás elől sokan (főként a tehetősebbek) családjukkal és minden mozdítható vagyonukkal együtt az Adriai-tenger közeli szigeteire, lagúnáiba húzódtak, hiszen ez természeti adottságainál fogva szinte elérhetetlen célpont volt az idegen hódítóknak. (Emellett sokan éppen a keresztény egyház elől menekültek a lagúnák egyre népesebb településeire.)
Anafesto fellépése előtt a lagúnák vidékét a bizánci tribunok uralták, akik valójában a konstantinápolyi császárok képviselői voltak, egyszerű hivatalnokok. A központi hatalomtól távol a tribunok önálló hatalmi harcokba kezdtek, és ezek közepette érkezett el az idő, amikor a lagúnák települései összefogtak, és saját maguk választottak vezetőt. Ez elsőként a Bizánchoz hű tribunok eltávolításában testesült meg. A később apostolinak nevezett tizenkét lagúnabeli nemesi család foglalta el a tribuni méltóságot, majd ez a tizenkét tribun a központi és egységes irányítás érdekében megválasztotta Anafestót a terület urának 697-ben, s a bizánci méltóságok közül a dózse címmel ruházták fel. Valószínűleg Velence mai területe mellett több lagúnamenti városra is kiterjedt a hatalma. Ezek közé tartozott többek között Adria, Altino, Chioggia, Rialto, San Pietro, Murano, Grado, Vicenza, Padova, Treviso, Torcello és Heracleia is. Az első dózse megválasztását a tribunok természetesen nem önszántukból tették meg. A szuverén uralkodói cím megteremtését szükségessé tette a tribunok közti viszályok megelőzése és a nép nyomása is. Mégis a legfontosabb ok az volt, hogy a lagúnák lakóit hatékonyan fel kellett készíteni a longobárdok és a szlávok közelgő támadására. Ez volt az a momentum, amiért a konstantinápolyi császár is elismerte a dózse hatalmát, bizonyos korlátozások mellett.
A hagyományok szerint Paolo Anafesto heracleiai nemes volt, aki a neves Falier családból származott, amely adatot legelőször János diakónus krónikáiban fedezhetjük fel, amelyek közel 300 évvel Anafesto halála után keletkeztek, ezért nem feltétlen valósághűek. Anafesto valószínűleg 717-ben halt meg.